# Lithops verruculosa
Lithops verruculosa Nel è una pianta succulenta appartenente alla famiglia Aizoaceae, endemica delle Province del Capo, in Sudafrica.